# Keip
Keip (estniska: Keibu) är en by (estniska: küla) i Lääne-Harju kommun i landskapet Harjumaa i Estland. Den ligger vid Finska viken, 60 km sydväst om huvudstaden Tallinn. Byn hade 42 invånare år 2011.
Keip ligger 20 km sydväst om centralorten Paldiski. Nordöst om byn ligger Rågöarna. Keip angränsar till byarna Neve (som ligger i landskapet Läänemaa) i väst och Aklop i öst. Byn ligger vid kusten till Keipviken som avgränsas av Neveudden (Toomanina) i väster och Korsnäsudden (Ristna nina) i nordöst. 
Keip ligger i en trakt som tidigare beboddes av estlandssvenskar. Nästan alla estlandssvenskar flydde till Sverige i samband med andra världskriget. Keip tillhörde Padis kommun 1992-2017.